# Xocotla, Tihuatlán
Xocotla är en ort i Mexiko.   Den ligger i kommunen Tihuatlán och delstaten Veracruz, i den sydöstra delen av landet, 220 km nordost om huvudstaden Mexico City. Xocotla ligger 53 meter över havet och antalet invånare är 458.
Terrängen runt Xocotla är platt. Runt Xocotla är det ganska tätbefolkat, med 179 invånare per kvadratkilometer. Närmaste större samhälle är Poza Rica de Hidalgo, 17,4 km söder om Xocotla. Trakten runt Xocotla består till största delen av jordbruksmark.